# ファインラインズ
ファインラインズ (Finelines)は、イギリスのロックバンド、マイ・ヴィトリオールのデビューアルバム。2001年3月3日に発売され、全英24位を記録。
2002年にはBetween the Linesというタイトルの付いた、B面曲や未発表曲を収録したCDを付属した2枚組アルバムとして再発売された。

## 収録曲

### ファインラインズ
1. アルファ・ウェイヴズ / Alpha Waves - 2:16
2. オールウェイズ：ユア・ウェイ / Always: Your Way - 3:50
3. ザ・ジェントル・アート・オブ・チョーキング / The Gentle Art of Choking - 3:29
4. コールストリーム / Kohlstream - 0:26
5. セメンテッド・シューズ / Cemented Shoes - 3:02
6. グラウンデッド / Grounded - 2:31
7. C.O.R. (クリティック-オリエンテッド-ロック) / C.O.R. (Critic-Orientated-Rock) - 0:38
8. インファンタイル / Infantile - 3:48
9. ウィンドウズ・アンド・ウォールズ / Windows & Walls - 3:29
10. タプロベイン / Taprobane - 1:19
11. ルージング・タッチ / Losing Touch - 3:03
12. ピーシズ / Pieces - 4:25
13. フォーリング・オフ・ザ・フロアー / Falling Off the Floor - 3:22
14. アンダー・ザ・ウィールズ / Under the Wheels - 3:02
15. オール・オブ・ミー / All of Me - 4:01
16. アナザー・ライ / Another Lie 2:07
17. セーフティ・ゾーンズ・アンド・クランプル・ゾーンズ / Safety Zones & Crumple Zones - 2:36

### Between the Lines
1. "Deadlines"
2. "Wait a Minute"
3. "Windows & Walls (Piano Version)"
4. "Safety Zones & Crumple Zones"
5. "Vapour Trails"
6. "Taprobane & Losing Touch (Acoustic Session)"
7. "Oh Father"
8. "Spotlights"
9. "Moodswings"
10. "Game of Pricks"
11. "Another Lie"
12. "It Came Crashing"
13. "Static"
14. "Always: Your Way (Live Acoustic)"
15. "Breakfast (Live session)"
16. "All of Me"